# Juliette Lewis

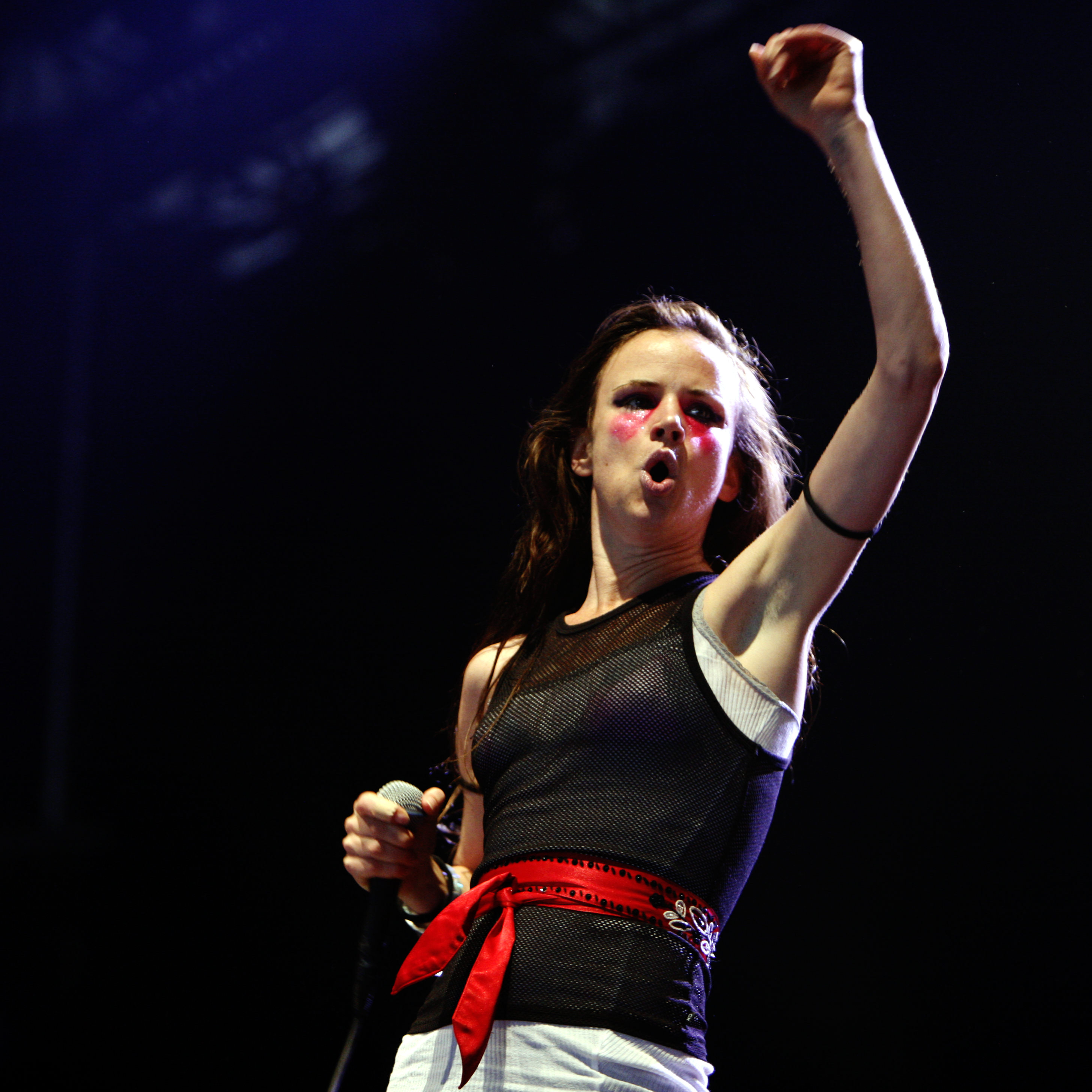
Juliette Lewis

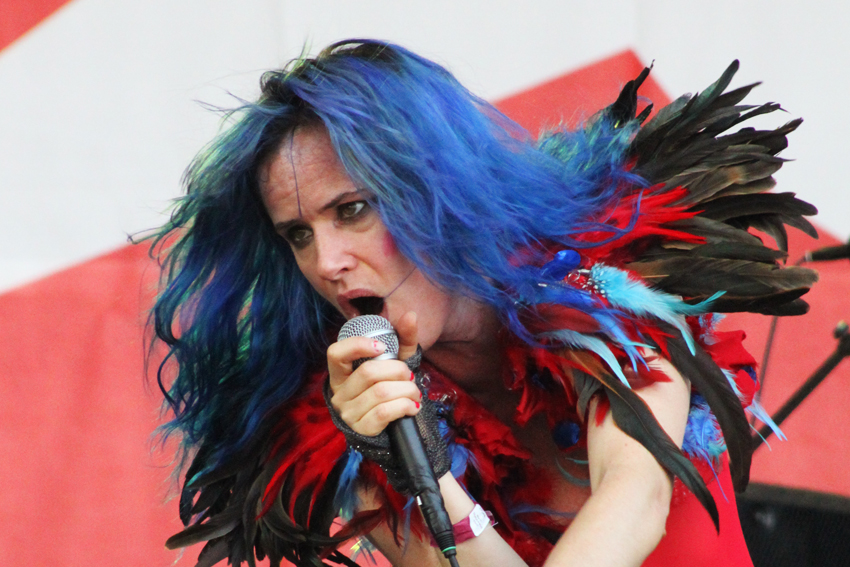
Juliette Lewis op (Terra Incognita) tour met the New Romantiques op het Parkpop festival 2010, Den Haag, Nederland

Juliette Lewis (Los Angeles, 21 juni 1973) is een Amerikaanse actrice en tevens zangeres van haar eigen rock-groep Juliette and the Licks.

## Biografie
Lewis' vader is acteur Geoffrey Lewis en haar moeder is grafisch ontwerpster Glenis Batley (meisjesnaam: Duggan). Haar ouders zijn gescheiden toen ze twee jaar oud was.
Lewis maakte haar filmdebuut in Bronco Billy (1980) waarin haar vader een rol had. In 1992 werd ze genomineerd voor onder meer een Academy Award en een Golden Globe voor haar bijrol in Cape Fear.
In 2006 werd Lewis vermeld in de Hottest Women of Rock Music-lijst van Blender Magazine. Ze presenteerde de negende aflevering van het 24ste seizoen van de Britse popquiz Never Mind the Buzzcocks.
In 2015 speelde Lewis in de filmbewerking van Jem and the Holograms de rol van manager Erica Raymond.
In 2019 werkte ze weer samen met regisseur Tate Taylor bij de opnamen van de nog uit te brengen film Breaking News in Yuba County.

## Persoonlijk leven
Lewis trouwde in 1999 met Stephen Berra, maar het huwelijk liep in 2005 definitief stuk. Ze is lid van Scientology, maar beschouwt zichzelf als christen.

## Filmografie
- Yellowjackets (2021, televisieserie)
- Music (2021)
- Ma (2019)
- The Conners (2018 - heden)
- Nerve (2016)
- Conviction (2010)
- The Switch (2010)
- Due Date (2010)
- Whip It! (2009)
- Catch and Release (2006)
- My Name Is Earl (2006, televisieserie, aflevering The Bounty Hunter)
- Daltry Calhoun (2005)
- The Darwin Awards (2005)
- Lightfield's Home Videos (2005)
- Aurora Borealis (2005)
- Grilled (2005)
- Starsky & Hutch (2004)
- Blueberry (2004)
- Chasing Freedom (2004) (tv)
- Cold Creek Manor (2003)
- Free for All (2003, televisieserie)
- Old School (2003)
- Enough (2002)
- Armitage: Dual Matrix (2002) (V)
- Hysterical Blindness (2002, tv)
- Picture Claire (2001)
- My Louisiana Sky (2001) (tv)
- Gaudi Afternoon (2001)
- Room to Rent (2000)
- The Way of the Gun (2000) waarin haar vader ook een rol speelt
- The Other Sister (1999)
- The 4th Floor (1999)
- Some Girl (1998)
- The Evening Star (1996)
- From Dusk Till Dawn (1996)
- The Audition (1996)
- Strange Days (1995)
- The Basketball Diaries (1995)
- Mixed Nuts (1994)
- Natural Born Killers (1994)
- What's Eating Gilbert Grape (1993)
- Romeo Is Bleeding (1993)
- Kalifornia (1993)
- That Night (1992)
- Husbands and Wives (1992)
- Cape Fear (1991)
- Crooked Hearts (1991)
- A Family for Joe (1990, televisieserie)
- Too Young to Die? (1990)
- National Lampoon's Christmas Vacation (1989)
- Meet the Hollowheads (1989)
- The Runnin' Kind (1989)
- My Stepmother Is an Alien (1988)
- I Married Dora (1987, televisieserie)
- Home Fires (1987, tv)

## Discografie
Met Juliette and the Licks:
- ...Like a Bolt of Lightning (2004) (EP)
- You're Speaking My Language (2005)
- Four on the Floor (2006)

Solo:
- Terra Incognita (2009)